# تامیکا بات
تامیکا بات (انگلیسی: Tameka Butt؛ زادهٔ ۱۶ ژوئن ۱۹۹۱) ورزشکار فوتبال اهل استرالیا است.
از باشگاه‌هایی که در آن بازی کرده‌است می‌توان به باشگاه فوتبال ۱.اف‌اف‌سی فرانکفورت، بریزبن رور، باشگاه فوتبال بوستون بریکرز، و تیم ملی فوتبال زنان استرالیا اشاره کرد.
وی همچنین در تیم ملی فوتبال زنان استرالیا بازی کرده‌است.